# Jetty
Jetty és un servidor web HTTP i contenidor de java Servlet (miniaplicació de servidor). Jetty no és un servidor convencional per a subministrar documents a persones, sinó que s'empra usualment per a comunicacions màquina a màquina. Jetty és de codi lliure i obert com a part de la Fundació Eclipse. Jetty es fa servir en productes tals com Apache ActiveMQ, Alfresco, Apache Geronimo, Apache Maven, Apache Spark, Google App Engine, Eclipse, FUSE, iDempiere, Twitter's Streaming API i Zimbra.
Jetty va començar com un projecte independent de codi obert el 1996 però moure el 2009 es va moure a Eclipse.
Jetty suporta AJP, JASPI, JMX, JNDI, OSGi, HTTP/2, WebSocket i altres tecnologies Java.
Versions
| Versió | Font              | Versió Java | Protocols                          | Versió Servlet            | Versió JSP | Estatus                    |
| ------ | ----------------- | ----------- | ---------------------------------- | ------------------------- | ---------- | -------------------------- |
| 9.4.x  | Eclipse           | 1.8         | HTTP/1.1, HTTP/2, WebSocket JSR356 | 3.1                       | 2.3        | Estable des del 2016-12-12 |
| 9.3.x  | Eclipse           | 1.8         | HTTP/1.1, HTTP/2, WebSocket JSR356 | 3.1                       | 2.3        | Estable des del 2015-02-25 |
| 9.2.x  | Eclipse           | 1.7         | HTTP/1.1, WebSocket JSR356, SPDY   | 3.1                       | 2.3        | Estable des del 2014-04-16 |
| 9.1.x  | Eclipse           | 1.7         | HTTP/1.1, WebSocket JSR356, SPDY   | 3.1                       | 2.3        | Estable des del 2013-11-18 |
| 9.0.x  | Eclipse           | 1.7         | HTTP/1.1, WebSocket, SPDY          | 3.0 (tracking 3.1 drafts) | 2.2        | Estable des del 2013-03-08 |
| 8.x    | Eclipse, Codehaus | 1.6         | HTTP/1.1, WebSocket, SPDY          | 3.0                       | 2.1        | Final de vida              |
| 7.x    | Eclipse, Codehaus | 1.5, J2ME   | HTTP/1.1, WebSocket, SPDY          | 2.5                       | 2.1        | Final de vida              |
| 6.x    | Codehaus          | 1.4–1.5     | HTTP/1.1                           | 2.5                       | 2.0        | Antic                      |
| 5.x    | SourceForge       | 1.2–1.5     | HTTP/1.1                           | 2.4                       | 2.0        | Antic                      |
| 4.x    | SourceForge       | 1.2, J2ME   | HTTP/1.1                           | 2.3                       | 1.2        | Antic                      |
| 3.x    | SourceForge       | 1.2         | HTTP/1.1 RFC2068                   | 2.2                       | 1.1        | Antic                      |
| 2.x    | Mortbay           | 1.1         | HTTP/1.0 RFC1945                   | 2.1                       | 1.0        | Antic                      |
| 1.x    | Mortbay           | 1.0         | HTTP/1.0 RFC1945                   |                           |            | Antic                      |